# João Afonso da Costa de Sousa de Macedo
D. João Afonso da Costa de Sousa de Macedo, 1.º Duque de Albuquerque GCC • 
GCNSC (Lisboa, 11 de Fevereiro de 1815 – Lisboa, 24 de Setembro de 1890) foi um fidalgo, político e diplomata português. Foi 2º Conde e 4.º Visconde de Mesquitela de juro e herdade, e 6.º Barão of Mullingar (Irlanda), tendo sido criado Duque de Albuquerque por Decreto do Rei D. Luís I de 19 de Maio de 1886. Filho de Luís da Costa de Sousa de Macedo e Albuquerque, 1.º Conde e 3.º Visconde de Mesquitela de juro e herdade, e de Maria Inácia de Saldanha Oliveira e Daun, da família do Marquês de Pombal, seguiu a carreira diplomática e foi Rei de Armas da Casa Real Portuguesa.

## Biografia
Nasceu em Lisboa em 1815. Estudou no Real Colégio dos Nobres, em Lisboa. Viajou pela Europa, visitando Espanha, França e Inglaterra. Foi nomeado adido da Embaixada de Portugal em Paris. Depois da morte do pai, em 1853, regressa a Portugal como 2.º Conde e 4.º Visconde de Mesquitela de juro e herdade e toma posse como Par do Reino, entrando na Câmara dos Pares.
Recebeu solenemente a Princesa D. Estefânia de Hohenzollern-Sigmaringen, aquando do seu desembarque em Lisboa a fim de casar com o Rei D. Pedro V de Portugal. Teve a mesma honra quando a Princesa D. Maria Pia de Sabóia desembarcou em Lisboa para casar com o Rei D. Luís I de Portugal.
Em 1870 foi convidado para Ministro dos Negócios Estrangeiros do Governo do Duque de Saldanha, com a promessa de outorga de um Ducado. Não querendo seguir uma carreira governativa, recusou o cargo e o título ducal.
Foi uma personalidade altamente considerada na sociedade portuguesa, vindo a aceitar o Ducado em 1886. Foi criado Duque de Albuquerque por Decreto do Rei D. Luís I datado de 19 de Maio de 1886. O nome do título, Albuquerque, refere-se à representação genealógica de D. Afonso de Albuquerque, Vice-Rei da Índia e Duque de Goa, detida por João Afonso da Costa de Sousa de Macedo, enquanto descendente em linha recta da filha única de D. Afonso Brás de Albuquerque, por sua vez filho único do Duque de Goa.
Faleceu em Lisboa, aos 75 anos, solteiro e sem geração.

## Distinções honoríficas

### Títulos Nobiliárquicos
Detinha títulos de Portugal e do Reino Unido.
- 1.º Duque de Albuquerque
- 2.º Conde de Mesquitela
- 4.º Visconde de Mesquitela de juro e herdade;
- 6.º Barão de Mullingar (Irlanda)

### Senhorios
- Senhor da Quinta da Bacalhoa

### Condecorações e outras distinções
- Rei de Armas da Casa Real Portuguesa
- Grã-Cruz da Ordem de Cristo
- Grã-Cruz da Ordem de Nossa Senhora da Conceição de Vila Viçosa
- Grã-Cruz da Ordem de Carlos III